# Индира (село)
Индира — село в Ахвахском районе Дагестана. Входит в Анчикский сельсовет, анклав района на территории Бабаюртовского района.

## Географическое положение
Расположено на территории Бабаюртовского района, в 12 км к югу от села Бабаюрт.

## Население
| 2002 | 2010 | 2021 |
| ---- | ---- | ---- |
| 206  | ↗433 | ↘126 |

Индира - одно из каратинских сел в Ахвахском районе.

## История
Образовано указом ПВС ДАССР от 17.08.1989 г на месте кутана (земли отгонного животноводства) колхоза «Коммунизм» села Анчик.